# The Chaos
The Chaos, od swoich pierwszych słów znany również jako Dearest creature in creation – wiersz w języku angielskim, ułożony z wyrazów obrazujących nieregularność pisowni i wymowy angielskiej. Autorem pierwszej, klasycznej, wersji poematu jest holenderski nauczyciel, podróżnik i pisarz Gerald Nolst Trenite, znany również pod pseudonimem Charivarius.

## Treść wiersza
Wiersz w pierwotnej wersji liczył 166 wersów i ukazał się w aneksie do książki autora Drop your foreign accent: engelsche uitspraakoefeningen, wydanej w 1920 r. Obecna, najczęściej spotykana wersja, opublikowana przez towarzystwo „Spelling Society”, zawiera 274 wersy i składa się z 800 słów – przykładów nieregularności i wyjątków w pisowni i wymowie angielskiej. Pisany jest z perspektywy cudzoziemca, starającego się opanować wymowę angielską.

## Budowa wiersza
Wiersz napisany jest ośmiozgłoskowcem z budową zwrotkową, po cztery wersy w zwrotce, z układem rymów a a b b. Większość tekstu stanowi wyliczanie wyrazów, z niewielkim tylko marginesem na komentarze odautorskie, spotykane najczęściej w pierwszej i czwartej zwrotce. Część utworu pełni funkcje instrukcyjne, wskazując podobieństwa, różnice, zawiera on też komentarze zachęcające do prawidłowej wymowy.